# Liisa Tuomi
Liisa Tuomi född 17 juni 1924 i Helsingfors i Finland död 4 januari 1989 i Helsingfors, var en finsk skådespelare.

## Filmografi i urval
- 1954 - Eva gör skandal
- 1947 - Tåg norrut
- 1943 - Den osynliga fienden
- 1941 - Vagabondvalsen

### Webbkällor
- Liisa Tuomi på Internet Movie Database (engelska)